# بيتي كلاي
بيتي سانت كلير كلاي (16 أبريل 1917 - 24 أبريل 2004) كانت الإبنه الصغرى لمؤسس الحركة الكشفية روبرت بادن باول وزوجته أولاف بادن باول.

## روابط خارجية
- السيرة الذاتية بيتي كلاي